# Населення Африки
Африка — другий за площею материк після Євразії. Населення Африки становить більше мільярда осіб. Африка вважається прабатьківщиною людства: саме тут знайшли найдавніші залишки ранніх гомінідів і їх імовірних предків, включаючи Sahelanthropus tchadensis, Australopithecus africanus, A. afarensis, Homo erectus, H. habilis і H. ergaster.

## Статистика
| Рік  | Населення Африки | Населення світу | Населення Африки, % |
| ---- | ---------------- | --------------- | ------------------- |
| 1950 | 228 902 000      | 2 525 149 000   | 9,1 %               |
| 1960 | 284 887 000      | 3 018 344 000   | 9,4 %               |
| 1970 | 365 626 000      | 3 682 488 000   | 9,9 %               |
| 1980 | 477 965 000      | 4 439 632 000   | 10,8 %              |
| 1990 | 631 614 000      | 5 309 668 000   | 11,9 %              |
| 2000 | 814 063 000      | 6 126 622 000   | 13,3 %              |
| 2010 | 1 044 107 000    | 6 929 725 000   | 15,1 %              |
| 2016 | 1 216 130 000    | 7 432 663 000   | 16,4 %              |

## Населення
| №  | Держава                                             | Населення станом на 2015 | Джерело                                                                          |
| -- | --------------------------------------------------- | ------------------------ | -------------------------------------------------------------------------------- |
| 1  | Нігерія                                             | 181 563 000              | Official estimate [Архівовано 23 листопада 2018 у Wayback Machine.]              |
| 2  | Ефіопія                                             | 99 391 000               | Official estimate                                                                |
| 3  | Єгипет                                              | 89 125 000               | Official population clock [Архівовано 26 червня 2018 у Wayback Machine.]         |
| 4  | ДР Конго                                            | 77 267 000               | Official estimate [Архівовано 18 грудня 2014 у Wayback Machine.]                 |
| 5  | ПАР                                                 | 54 957 000               | Official estimate [Архівовано 16 травня 2018 у Wayback Machine.]                 |
| 6  | Танзанія                                            | 51 046 000               | Official estimate [Архівовано 3 квітня 2019 у Wayback Machine.]                  |
| 7  | Кенія                                               | 45 533 000               | Official estimate [Архівовано 17 травня 2017 у Wayback Machine.]                 |
| 8  | Судан                                               | 40 235 000               | Official estimate                                                                |
| 9  | Алжир                                               | 39 670 000               | Official estimate                                                                |
| 10 | Уганда                                              | 37 102 000               | Preliminary 2014 census result                                                   |
| 11 | Марокко                                             | 34 380 000               | Preliminary 2014 census result [Архівовано 28 листопада 2015 у Wayback Machine.] |
| 12 | Мозамбік                                            | 28 013 000               | Official estimate [Архівовано 20 жовтня 2017 у Wayback Machine.]                 |
| 13 | Гана                                                | 27 414 000               | Official estimate                                                                |
| 14 | Ангола                                              | 25 326 000               | Preliminary 2014 census result                                                   |
| 15 | Кот-д'Івуар                                         | 23 126 000               | Preliminary 2014 census result [Архівовано 10 березня 2018 у Wayback Machine.]   |
| 16 | Мадагаскар                                          | 23 043 000               | Official estimate                                                                |
| 17 | Камерун                                             | 21 918 000               | Official estimate [Архівовано 17 травня 2018 у Wayback Machine.]                 |
| 18 | Нігер                                               | 18 880 000               | Final 2012 census result [Архівовано 7 лютого 2013 у Wayback Machine.]           |
| 19 | Буркіна-Фасо                                        | 18 450 000               | Official estimate [Архівовано 9 березня 2018 у Wayback Machine.]                 |
| 20 | Малі                                                | 17 796 000               | Final 2009 census result                                                         |
| 21 | Малаві                                              | 16 307 000               | Official estimate [Архівовано 7 березня 2018 у Wayback Machine.]                 |
| 22 | Замбія                                              | 15 474 000               | Official estimate                                                                |
| 23 | Сенегал                                             | 14 150 000               | Official estimate [Архівовано 19 березня 2020 у Wayback Machine.]                |
| 24 | Чад                                                 | 13 675 000               | Final 2009 census result [Архівовано 27 лютого 2018 у Wayback Machine.]          |
| 25 | Зімбабве                                            | 13 503 000               | Final 2012 census result                                                         |
| 26 | Південний Судан                                     | 12 519 000               | 2008 census result                                                               |
| 27 | Руанда                                              | 11 324 000               | Final 2012 census result [Архівовано 14 листопада 2014 у Wayback Machine.]       |
| 28 | Туніс                                               | 11 118 000               | Preliminary 2014 census result                                                   |
| 29 | Сомалі                                              | 10 972 000               | Official estimate [Архівовано 12 липня 2016 у Wayback Machine.]                  |
| 30 | Гвінея                                              | 10 935 000               | Preliminary 2014 census result [Архівовано 4 липня 2012 у WebCite]               |
| 31 | Бенін                                               | 10 782 000               | Final 2013 census result [Архівовано 17 грудня 2015 у Wayback Machine.]          |
| 32 | Бурунді                                             | 9 824 000                | Official estimate [Архівовано 3 квітня 2019 у Wayback Machine.]                  |
| 33 | Того                                                | 7 065 000                | Final 2010 census result                                                         |
| 34 | Еритрея                                             | 6 895 000                | Official estimate [Архівовано 15 березня 2018 у Wayback Machine.]                |
| 35 | Сьєрра-Леоне                                        | 6 513 000                | Official estimate                                                                |
| 36 | Лівія                                               | 6 278 000                | 2006 census result [Архівовано 26 липня 2018 у Wayback Machine.]                 |
| 37 | Центральноафриканська Республіка                    | 4 900 000                | 2003 census result [Архівовано 13 листопада 2020 у Wayback Machine.]             |
| 38 | Республіка Конго                                    | 4 706 000                | 2007 census result [Архівовано 13 липня 2019 у Wayback Machine.]                 |
| 39 | Ліберія                                             | 4 046 000                | Final 2008 census result [Архівовано 1 квітня 2018 у Wayback Machine.]           |
| 40 | Мавританія                                          | 3 632 000                | Official estimate                                                                |
| 41 | Намібія                                             | 2 281 000                | Official estimate [Архівовано 10 березня 2018 у Wayback Machine.]                |
| 42 | Ботсвана                                            | 2 176 000                | Final 2011 census result [Архівовано 25 травня 2013 у Wayback Machine.]          |
| 43 | Гамбія                                              | 2 022 000                | Preliminary 2013 census result[недоступне посилання з квітня 2019]               |
| 44 | Екваторіальна Гвінея                                | 1 996 000                | Preliminary 2015 census result [Архівовано 11 грудня 2017 у Wayback Machine.]    |
| 45 | Лесото                                              | 1 908 000                | Official estimate [Архівовано 13 листопада 2014 у Wayback Machine.]              |
| 46 | Габон                                               | 1 873 000                | Preliminary 2013 census result [Архівовано 30 липня 2012 у WebCite]              |
| 47 | Гвінея-Бісау                                        | 1 788 000                | Official estimate [Архівовано 3 лютого 2011 у Wayback Machine.]                  |
| 48 | Маврикій                                            | 1 263 000                | Official estimate [Архівовано 6 лютого 2015 у Wayback Machine.]                  |
| 49 | Есватіні                                            | 1 119 000                | Official estimate                                                                |
| 50 | Джибуті                                             | 961 000                  | Official estimate [Архівовано 4 березня 2016 у Wayback Machine.]                 |
| 51 | Реюньйон                                            | 853 000                  | Official estimate [Архівовано 19 вересня 2018 у Wayback Machine.]                |
| 52 | Коморські Острови                                   | 783 000                  | Official estimate [Архівовано 6 травня 2021 у Wayback Machine.]                  |
| 53 | Кабо-Верде                                          | 525 000                  | Final 2010 census result[недоступне посилання з квітня 2019]                     |
| 54 | Зх. Сахара                                          | 509 000                  | Preliminary 2014 census result [Архівовано 8 серпня 2017 у Wayback Machine.]     |
| 55 | Майотта                                             | 229 000                  | 2012 census result [Архівовано 10 серпня 2014 у Wayback Machine.]                |
| 56 | Сан-Томе і Принсіпі                                 | 194 000                  | Final 2012 census result [Архівовано 6 травня 2021 у Wayback Machine.]           |
| 57 | Сейшельські Острови                                 | 97 000                   | Final 2010 census result                                                         |
| 58 | Острови Святої Єлени, Вознесіння і Тристан-да-Кунья | 4 000                    | 2008 census result                                                               |
|    | Разом                                               | 1 153 308 000            |                                                                                  |

## Розселення

Густота населення (осіб/км²) країн світу, 2006 рік

Середня густота населення Африки — 30,5 осіб/км² — це значно менше, ніж в Європі та Азії. Головні причини слабкого заселення величезних площ у Африці: природні умови (пустелі, вологі екваторіальні ліси, гірські території), історична спадщина європейської колонізації, наслідки системи работоргівлі. Населення сконцентровано у прибережних районах, де зосереджені великі міста, морські порти вивозу продукції, сільськогосподарські плантації (середземноморські райони Магрибу, береги Гвінейської затоки, рівнини Нігерії).

### Урбанізація

Щiльнiсть населення Африки

За рівнем урбанізації Африка відстає від інших регіонів — менше 30 %, однак темпи урбанізації тут є найвищими у світі, для багатьох африканських країн характерна помилкова урбанізація. Найбільші міста на африканському континенті — Каїр і Лагос.

## Етнічний склад
Населення складається переважно з представників двох рас: негроїдної на південь від Сахари, і європеоїдної в північній Африці (араби) і ПАР. Найчисельнішим народом є араби Північної Африки.
Під час колоніального освоєння материка державні кордони проводилися без урахування етнічних особливостей, що досі призводить до міжетнічних конфліктів.